# Prunum cahuitaense
Prunum cahuitaense is een slakkensoort uit de familie van de Marginellidae. De wetenschappelijke naam van de soort is voor het eerst geldig gepubliceerd in 2003 door Magaña, Espinosa & Ortea.